# کیمبرلی (استرالیای غربی)

کیمبرلی (به انگلیسی: Kimberley) یکی از ۹ ناحیه ایالت استرالیای غربی است که شمالی‌ترین ناحیه آن نیز به حساب می‌آید. این ناحیه از شمال با اقیانوس هند و دریای تیمور و از جنوب با صحرای سندی و صحرای تانامی مجاور است. وجه‌تسمیه نامگذاری این ناحیه منشا گرفته از نام جان ودهاوس، کنت اول کیمبرلی اخذ شده است. در خلال جنگ جهانی دوم، نیروهای ژاپنی توانستند در بخش کوچکی از این ناحیه پیاده شوند. ولی فردای آن روز (۲۰ ژانویه ۱۹۴۴) نیروهای ژاپنی آنجا را ترک کردند. این ناحیه با دارابودن میانگین دمای ۲۷ درجه سانتیگراد یکی از گرمترین نواحی استرالیا می‌باشد. میانگین بارش سالانه این ناحیه ۵۰ اینچ است که ۹۰ درصد آن در خلال ماههای نوامبر تا آوریل (بهار، پاییز و زمستان) ریزش می‌کند.